# مرحله مقدماتی لیگ قهرمانان اقیانوسیه ۲۰۲۳
مرحله مقدماتی لیگ قهرمانان اقیانوسیه ۲۰۲۳ از ۱۸ تا ۲۴ فوریه ۲۰۲۳ برگزار شد. در مجموع چهار تیم در مرحله مقدماتی برای تعیین یک سهمیه از ۸ سهمیه در مرحله گروهی لیگ قهرمانان اقیانوسیه ۲۰۲۳ به رقابت پرداختند.

## گروه مقدماتی

### قرعه کشی
قرعه کشی مرحله مقدماتی در ۱ فوریه ۲۰۲۳ در مقر اواف‌سی در اوکلند، نیوزیلند برگزار شد.
| تیم میزبان        | تیم‌های باقی مانده                                 |
| ----------------- | ------------------------------------------------- |
| - لوپه اوله سواگا | - ایلائوآ و توئوماتا - توپاپا مارائرنگا - ویتونگو |

### فرمت
چهار تیم حاضر در مرحله مقدماتی به صورت نوبت‌گردشی در یک مکان متمرکز با یکدیگر بازی کردند. تیم اول به مرحله گروهی راه یافت تا به ۷ شرکت کننده مستقیم بپیوندند. مرحله مقدماتی در آپیا به میزبانی فدراسیون فوتبال ساموآ برگزار شد.

### مسابقات
| تیم                 | بازی | برد | تساوی | باخت | گل‌زده | گل‌خورده | تفاضل‌گل | امتیاز | صلاحیت      |
| ------------------- | ---- | --- | ----- | ---- | ----- | ------- | ------- | ------ | ----------- |
| لوپه اوله سواگا (م) | ۳    | ۳   | ۰     | ۰    | ۲۹    | ۱       | ۲۸+     | ۹      | مرحله گروهی |
| توپاپا مارائرنگا    | ۳    | ۲   | ۰     | ۱    | ۱۰    | ۷       | ۳+      | ۶      |             |
| ویتونگو             | ۲    | ۰   | ۰     | ۲    | ۰     | ۱۰      | ۱۰-     | ۰      |             |
| ایلائوآ و توئوماتا  | ۲    | ۰   | ۰     | ۲    | ۰     | ۲۱      | ۲۱-     | ۰      |             |

| توپاپا مارائرنگا | ۱–۰ | ویتونگو |
| ---------------- | --- | ------- |
|                  |     |         |

| ایلائوآ و توئوماتا | ۰–۱۳ | لوپه اوله سواگا |
| ------------------ | ---- | --------------- |
|                    |      |                 |

| توپاپا مارائرنگا | ۸–۰ | ایلائوآ و توئوماتا |
| ---------------- | --- | ------------------ |
|                  |     |                    |

| لوپه اوله سواگا | ۹–۰ | ویتونگو |
| --------------- | --- | ------- |
|                 |     |         |

| ویتونگو | لغو شد | ایلائوآ و توئوماتا |
| ------- | ------ | ------------------ |
|         |        |                    |

| لوپه اوله سواگا | ۷–۱ | توپاپا مارائرنگا |
| --------------- | --- | ---------------- |
|                 |     |                  |

مسابقه ویتونگو و ایلائوآ و توئوماتا به دلیل خطر نزدیک شدن طوفان به ساموآ لغو شد. هردو تیم از قبل شانس صعود خود را از دست داده بودند.

## پلی آف ملی
در ۱۰ فوریه ۲۰۲۳، اواف‌سی اعلام کرد که ۷ ست پلی آف ملی برگزار می‌شود تا مشخص شود کدام تیم از هر کشور در لیگ قهرمانان امسال شرکت خواهد کرد.
| تیم ۱           | نتیجه نهایی | تیم ۲          | بازی رفت | بازی برگشت |
| --------------- | ----------- | -------------- | -------- | ---------- |
| سووا            | ۳–۲         | روا            | ۱–۱      | ۲–۱        |
| هیانگن اسپورت   | ۱–۵         | تیگا اسپورت    | ۱–۳      | ۰–۲        |
| ولینگتون المپیک | ۴–۶         | اوکلند سیتی    | ۱–۱      | ۳–۵        |
| هیکاری یونایتد  | ۴–۱         | لائه سیتی      | ۲–۱      | ۲–۰        |
| کوسا            | ۲–۳         | سلیمان واریورز | ۱–۱      | ۱–۲        |
| دراگون          | ۳–۹         | پیرائه         | ۰–۲      | ۳–۷        |
| سیا راگا        | ۰–۴         | ایفیرا بلک برد | ۰–۳      | ۰–۱        |